# ويل روجرز في الولايات المتحدة الأمريكية
ويل روجرز في الولايات المتحدة الأمريكية هي مسرحية من رجل واحد عن الفكاهي ويل روجرز ظهر فيها جيمس وايتمور لأكثر من 30 عامًا. وقد قام ببطولته فرانكي هيويت لأول مرة في مسرح لوريتو-هيلتون في وبستر غروفز،

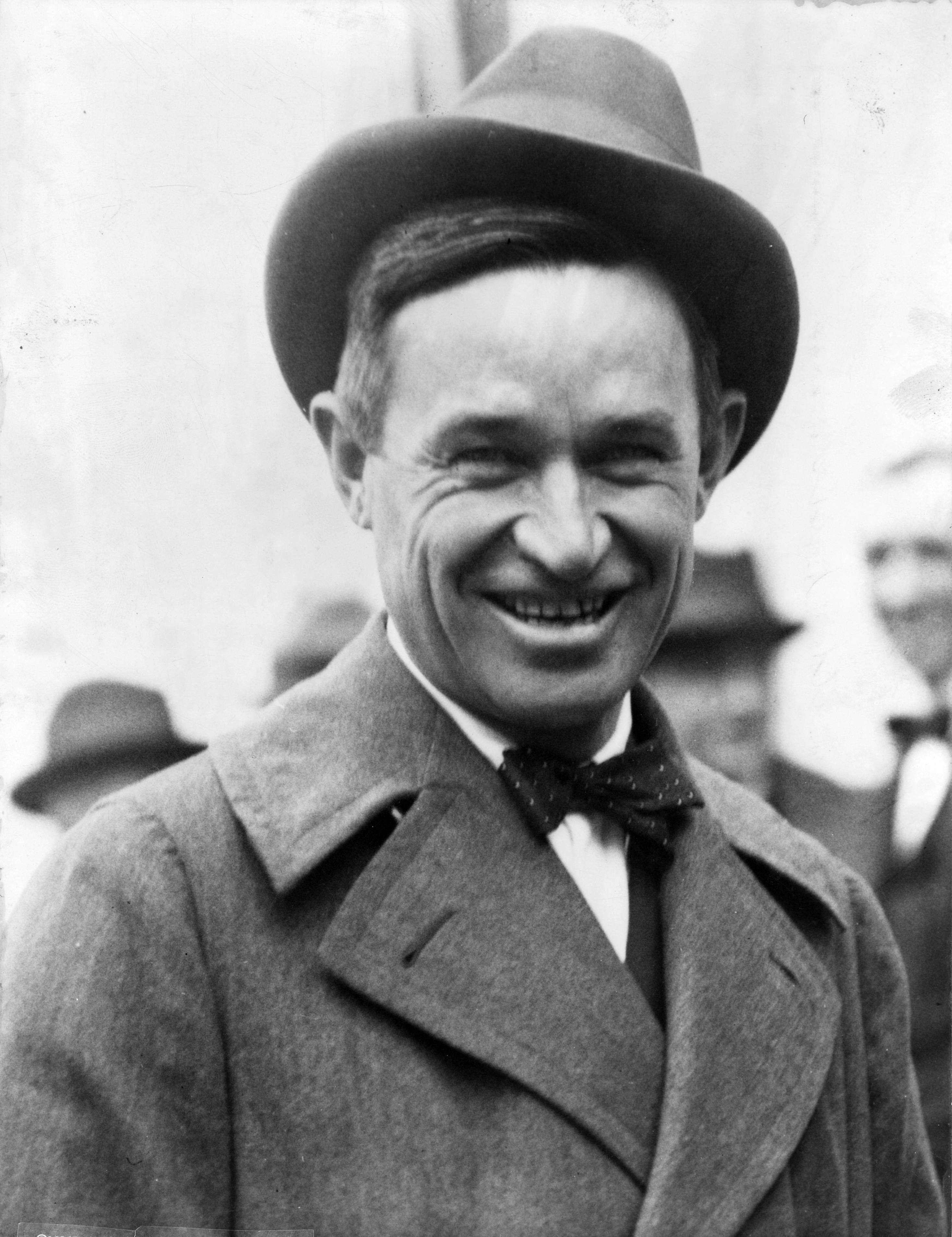
ويل روجرز

بولاية ميسوري في يناير 1970  ثم في مسرح فورد في سبتمبر 1970 ثم بثه على التلفزيون وتم تسجيله في عام 1972 وكان عرضًا محدودًا في برودواي في مايو 1974. أنتج جورج سبوتا إنتاج برودواي. أنتج المسرحية وصممها جورج سبوتا، وتم تكييفها وإخراجها من قبل بول شيري ، مع بحث من قبل المنتج المساعد برايان ستيرلنج. غيّر ويتمور خطابه في كل مرة أداها ، مستخدمًا الاقتباسات الفعلية من ويل روجرز للتعليق على الأحداث الجارية في وقت العرض .
و ورد أن جين ماكسفول كان أول شخص يقوم بأداء المسرحية في عام 1982، عدا وايتمور. كان مدير المسرح وبديلًا لوايتمور أثناء قيامه بجولة في عامي1983 و 1984. ويقول مصدر آخر إن الممثل بول تريب شارك في جولة وطنية للمسرحية في عام 1974.
أعاد ويتمور تمثيل الدور عدة مرات حتى فبراير 2000 ، عندما أدى الدور الثامن والأخير في مسرح فورد في واشنطن العاصمة ثم إرسال زيه لاحقًا إلى مؤسسة سميثسونيان.
تم إحياء المسرحية مؤخرًا بواسطة شركة مسرح كاليدوسكوب.

## روابط خارجية
- Ford's Theatre Production History